# Islote del Cabo
El Islote del Cabo es un pequeño islote ubicado en la costa centro-norte de la Provincia de Santa Cruz (Argentina). Su ubicación geográfica es a 27 kilómetros al sudoeste de Punta Medanosa, a 15 kilómetros de Cabo Guardián y a 3,15 kilómetros de la costa. Este islote es referenciado como el límite norte de la bahía Desvelos. Se trata de un islote rocoso de 80 metros por 70 metros de extensión, que sobresale pocos metros sobre el nivel del mar. 
En esta isla existe una colonia no repoductiva de lobo marino de un pelo (Otaria flavescens). También existen colonias de cría de cormorán imperial (Phalacrocorax atriceps).  A partir de esta colonia se han generado acumulaciones de guano (que se estiman podrían llegar a 30 toneladas por temporada) las cuales han sido explotadas comercialmente durante la década de 1950.